# Okręty podwodne typu 207
Okręty podwodne typu 207 – wybudowane w Niemczech dla Norwegii przy amerykańskiej pomocy finansowej małe okręty podwodne o wyporności na powierzchni ok. 450 ton, stanowiące pochodną jednostek typu 205. W kraju zamawiającego te uniwersalne jednostki otrzymały oznaczenie typu Kobben. Zbudowano 15 jednostek, które służyły w marynarce norweskiej w latach 1964-2003. Trzy z nich używane były w latach 1989-2004 przez Danię jako typ Tumleren, a cztery wycofane z użytku we flocie norweskiej, w roku 2002 zostały nabyte przez polską Marynarkę Wojenną, w której zastąpiły jednostki projektu 641. Zostały wycofane ze służby w polskiej marynarce w 2021.
Jednostki tego typu napędzane były przez dwa silniki Diesla na powierzchni oraz jeden silnik elektryczny w zanurzeniu, uzbrojone były w osiem torped przenoszonych w dziobowych wyrzutniach torpedowych kalibru 533 mm.

## Geneza
Pod koniec lat 50. XX wieku Sojusz Północnoatlantycki zdecydował o potrzebnie wzmocnienia ważnej północnej flanki NATO. Niezbędne było w tym zakresie wyposażenie norweskiej marynarki wojennej w ofensywnie efektywną flotę okrętów podwodnych. W tym czasie bowiem norweska królewska marynarka wojenna była wyposażona w przestarzałe okręty podwodne brytyjskiego typu U oraz niemieckiego typu VIIC z czasów II wojny światowej. Zdecydowano więc zastąpić te jednostki nowoczesnymi okrętami i przy pokryciu połowy kosztów ich zakupu przez Stany Zjednoczone, wybór padł na opracowywany w tym czasie w RFN nowy typ okrętów; relatywnie małej jednostki o dobrych właściwościach ofensywnych i operacyjnych. Początkowo Norwegia zamierzała zakupić pięć do sześciu nowych okrętów podwodnych, jednak amerykańskie wsparcie finansowe pozwoliło na zamówienie 15 nowych okrętów tej klasy. Stany Zjednoczone bowiem za pomocą własnych środków finansowych chciały wzmocnić potencjał wojskowy europejskich sojuszników i pomóc utrzymać zachodnioeuropejski przemysł. Amerykańskie wsparcie nie ograniczyło jednak samodzielności norweskiej marynarki w formułowaniu wymagań dla nowych okrętów – jednostki te w myśl norweskich założeń dysponować miały autonomicznością rzędu 20 dób, mogły być obsługiwane przez niewielką dwudziestoosobową załogę oraz miały mieć wymiary pozwalające na operowanie na wodach przybrzeżnych z możliwością zawijania do małych nabrzeży rozsianych w norweskich fiordach. Wspólną norwesko-amerykańską decyzją przyjęto do dalszych prac ofertę niemiecką, jako mniej optymalne z punktu widzenia norweskich wymagań odrzucono natomiast projekty stoczni francuskich i brytyjskich
W umowie między rządami Norwegii oraz Niemiec, zdecydowano że 15 okrętów dla marynarki norweskiej zostanie zaprojektowanych i zbudowanych w Republice Federalnej jako wersja rozwojowa jednostek typu 201. 16 stycznia 1961 roku wiec niemieckie biuro konstrukcyjne Ingenieurkontor Lübeck (IKL) otrzymało kontrakt rozwojowy od marynarki norweskiej. Proponowana nowa konstrukcja oparta była na projekcie jednostek typu 205 (ulepszona wersja jednostek typu 201), zamiast jednak użycia stali niemagnetycznej do budowy kadłuba sztywnego, zdecydowano się wykorzystać stal o wysokiej ciągliwości HY-80, odpowiednią dla możliwości zanurzania na duże głębokości. Związany z tym wzrost wagi okrętu został skompensowany większą średnicą (4,65 m, zamiast 4,55 m). W konsekwencji innego rozwiązania instalacji bocznych powierzchni sterowych – zamontowano je za śrubą, nie zaś przed pędnikiem pod kadłubem, okręty tego typu były też o 90cm dłuższe niż oryginalne jednostki 205. Zmianie uległ również kształt mostka i kiosku oraz niektóre elementy wyposażenia. W swoich zasadniczych cechach, zwłaszcza w zakresie napędu oraz uzbrojenia, nowa konstrukcja odpowiadała jednak typowi 205.

## Budowa jednostek
Umowa międzyrządowa zabezpieczyła norweskie interesy zwłaszcza w sferze nadzoru nad budową jednostek, poprzez norweskiego oficera łącznikowego w Bundesamt für Wertechnik und Beschaffung (BWB) w Kilonii z pełnymi uprawnieniami do współpracy, W maju 1961 roku IKL przedstawiło BWB swój projekt nowych okrętów, który został zatwierdzony po czterech tygodniach jego badania. Po zatwierdzeniu projektu także przez marynarkę norweską, jesienią 1961 roku złożono zamówienia na silniki inne komponenty, których produkcja determinowała termin dostarczenia okrętów. Projekt został przedstawiony trzem stoczniom, jednak ostatecznie kontrakt na budowę przyznano stoczni Rheinstahl-Nordseewerke. Kontrakt wstępny został zawarty 21 grudnia 1961 roku, który 19 stycznia roku 1962 został potwierdzony finalnym kontraktem konstrukcyjnym. Przygotowanie dokumentacji i projektów produkcyjnych zostało po raz kolejny powierzone biuru projektowemu IKL. Na żądanie norweskiego kontrahenta, projekt IK29 noszący niemiecką desygnację 207 otrzymał nowy element – mimo sekcyjnej metody produkcji – mocowaną za pomocą śrub stożkową klapę montażową przedziału silników diesla, tzw. francuski właz, co spowodowało problemy wytrzymałościowe konstrukcji. Mimo że niektóre projekty wykonawcze musiały w związku z tym zostać narysowane ponownie, produkcję okrętów zdołano zapoczątkować w Emden już latem 1962 roku. Jako metodę budowy, podobnie jak w przypadku jednostek typu 201 i 205, wybrano montaż z gotowych sekcji. Dzięki zleceniu produkcji najważniejszych elementów już jesienią 1961 roku, szybki montaż pierwszej z 15 jednostek rozpoczęty został na pochylni w Emden 13 marca 1963 roku, drugiej zaś 26 maja z ośmiomiesięcznym czasem montażu, który jednak w przypadku kolejnych 13 jednostek został skrócony do czterech–pięciu miesięcy. Ostatnia jednostka tego typu – KNM „Svenner” (S309) / ORP „Bielik” – został przedłużony o dystans między dwoma wręgami, w celu umożliwienia instalacji dodatkowego peryskopu, służącego pomocą w szkoleniu dowódców okrętów. Okręt ten został dostarczony marynarce norweskiej 12 czerwca 1967 roku i wszedł do służby operacyjnej 1 czerwca tego samego roku, 3¼ roku po pierwszym okręcie tego typu KNM „Kinn” (S316).
| Numer taktyczny | Nazwa   | Początek produkcji   | Data wodowania       | Wejście do służby norweskiej | Los – uwagi |
| --------------- | ------- | -------------------- | -------------------- | ---------------------------- | --- |
| S-300           | Ula     | 21 sierpnia 1964     | 19 grudnia 1964      | 7 maja 1965                  | 12 marca 1987 przemianowany na Kinn (S-316), wycofany ze służby w 1992                                                                               |
| S-301           | Utsira  | 31 października 1964 | 11 marca 1965        | 8 lipca 1965                 | wycofany ze służby w 1991 |
| S-302           | Utstein | 8 stycznia 1965      | 19 maja 1965         | 15 września 1965             | wycofany ze służby w 1991 – okręt-muzeum w Horten |
| S-303           | Utvær   | 24 marca 1965        | 30 lipca 1965        | 1 grudnia 1965               | 20 października 1989 → Dania Tumleren (S322), wycofany ze służby 17 sierpnia 2004                                                                    |
| S-304           | Uthaug  | 31 maja 1965         | 3 października 1965  | 16 lutego 1966               | 10 października 1990 → Dania "Sælen” (S323), wycofany ze służby 21 grudnia 2004 → muzeum                                                             |
| S-305           | Sklinna | 17 sierpnia 1965     | 21stycznia 1966      | 27 maja 1966                 | od 1995 numer S-314, wycofany ze służby w 2001 |
| S-306           | Skolpen | 1 listopada 1965     | 24 marca 1966        | 17 sierpnia 1966             | 16 sierpnia 2002 → Polska ORP „Sęp” |
| S-307           | Stadt   | 1 lutego 1966        | 10 lipca 1966        | 15 listopada 1966            | wycofany ze służby w 1987 |
| S-308           | Stord   | 1 kwietnia 1966      | 2 września 1966      | 14 lutego 1967               | 4 czerwca 2002 → Polska ORP „Sokół”,wycofany ze służby 8 czerwca 2018 roku, okręt muzeum, dostępny do zwiedzania w Muzeum Marynarki Wojennej w Gdyni |
| S-309           | Svenner | 8 września 1966      | 27 stycznia 1967     | 12 czerwca 1967              | 8 września 2003 → Polska ORP „Bielik” |
| S-315           | Kaura   | 19 maja 1964         | 16 października 1964 | 5 lutego 1965                | 1992 → Dania na części, złomowany w 1992 |
| S-316           | Kinn    | ? lutego 1963        | 30 listopada 1963    | 8 kwietnia 1964              | wycofany ze służby w 1982, zatopiony jako okręt-cel w 1990                                                                                           |
| S-317           | Kya     | 25 czerwca 1963      | 20 lutego 1964       | 15 czerwca 1964              | 17 października 1991 → Dania „Springeren”, wycofany ze służby 25 listopada 2004                                                                      |
| S-318           | Kobben  | 9 grudnia 1963       | 25 kwietnia 1964     | 17 sierpnia 1964             | wycofany ze służby w 2002 → Polska Jastrząb-Kobben na części zamienne, później symulator                                                             |
| S-319           | Kunna   | 3 marca 1964         | 16 czerwca 1964      | 29 października 1964         | 20 października 2004 → Polska ORP „Kondor”, wycofany ze służby 20 grudnia 2017                                                                       |

## Konstrukcja
Okręty typu 207 mają strukturę jednokadłubową o wyporności na powierzchni 485m3, bez podziału na odrębne sekcje. W części dziobowej znajdują się miejsca do spania dla załogi oraz osiem wyrzutni torped. Bezpośrednio za częścią mieszkalną znajduje się kuchnia okrętowa. W części centralnej są stanowiska sterowania okrętem, dowodzenia i kierowania walką. Nad nią zabudowany jest kiosk, z odkrytym pomostem. W części rufowej znajdują się mechanizmy napędowe i maszynownia oraz ubikacja, umywalnia i chłodnia. Główne zbiorniki balastowe znajdują się na dziobie i rufie. Dwie pary sterów głębokości znajdują się na kadłubie na dziobie oraz na rufie, w podwodnej części kadłuba. Dziobowe stery głębokości są chowane wewnątrz kadłuba; rufowe osadzone są na stałe. Ostatni zbudowany okręt „Svenner” miał kadłub przedłużony o półtora metra, ze względu na wyposażenie go w dodatkowy peryskop. Podstawę układu energetycznego okrętów stanowił identyczny system jak zastosowany w jednostkach typów 201–205 – oryginalnie dwa dwunastocylindrowe silniki wysokoprężne w układzie widlastym Mercedes-Benz MB820 o mocy wyjściowej 440 kW (600 KM) każdy z generatorem BBC oraz jeden silnik elektryczny Siemens VG 408/36-12D o mocy 1100 kW (1500 KM) na pojedynczym wale napędowym. Silniki diesla pracowały na powierzchni jako generatory prądu elektrycznego przekazywanego do dwóch zestawów baterii, zasilających prądem silnik elektryczny.
Jednostki typu 207 wyposażone zostały w 8 wyrzutni torpedowych kalibru 533 mm, w których przenoszone było całe uzbrojenie torpedowe. Początkowo stosowano amerykańskie torpedy Mk 16 z systemem „Navol” używające skoncentrowanego nadtlenku wodoru jako paliwa oraz torpedy elektryczne Mk 37 Mod 0. Od 1972 wprowadzono nowsze szwedzkie torpedy Tp 61 kalibru 533 mm do zwalczania celów nawodnych z układem napędowym opartym na niebezpiecznym nadtlenku wodoru (85-98% high-test-peroxide – HTP) jako utleniaczu, a od 1976 amerykańskie torpedy Mark NT37C kalibru 482 mm – napędzane paliwem Otto II o bardzo wysokiej gęstości energii, celem zwalczania okrętów podwodnych. Do strzelania tymi torpedami potrzebne są wkładki redukcyjne w wyrzutni. Okręty typu 207 wyposażone zostały w układ ratowniczy w postaci pojedynczej przylgni ratowniczej w przedniej części okrętu, umożliwiającej dokowanie ratunkowych pojazdów podwodnych typów DSRV, NSRC, SRC, SRDRS, URF i innych podobnych o średnicy kołnierza dokującego o wymiarach 1350–1500 mm na głębokościach nie przekraczających 200 metrów.
Do poszukiwania i śledzenia celów służy przede wszystkim system pasywny hydrolokacyjny SPS M1H firmy Krupp Atlas, pierwszej powojennej niemieckiej generacji. W jego skład wchodził sonar średniej częstotliwości i hydrofony. Na przełomie lat 60 XX w. i 70 XX w. zintegrowano go z norweskim skomputeryzowanym systemem dowodzenia Kongsberg MSI-70U. System ten dawał możliwość śledzenia kilkunastu celów i wypracowania danych do ataku. Obsługuje go dwóch operatorów na zdublowanych konsolach. Wyposażenie uzupełniał radar nawigacyjny Thomson CSF Calypso II i urządzenie ostrzegania przed opromieniowaniem.

### Modernizacja
W toku modernizacji skontrolowano stan blach kadłuba, który przedłużono o 2 m przez wstawienie dodatkowej sekcji za kioskiem („Svenner” – o 1 m). Widoczną zmianą jest dodany właz ewakuacyjno-załadowczy na kadłubie przed kioskiem. Zmodernizowano również napęd okrętów, wymieniając silniki wysokoprężne i elektryczne oraz baterie akumulatorów.
Najistotniejszą zmianą była wymiana systemu hydrolokacyjnego na nowy niemiecki CSU-83 (DBQS-21) firmy STN Atlas Elektronik. W jego skład wchodzi aktywno-pasywny panoramiczny sonar średnich i dużych częstotliwości CSU 3-4 z anteną cylindryczną, działający przede wszystkim w skrytym trybie pasywnym. W skład systemu wchodzą też hydrofony pasywne FAS 3-1 z antenami bocznymi i pasywna stacja pomiaru odległości PRS 3-15. Pozostawiono system dowodzenia MSI-70U, nieco zmodyfikowany. Wymieniono ponadto radar nawigacyjny na Kelvin Hughes Typ 1007 i zainstalowano system rozpoznania radioelektronicznego Argo oraz nowe środki łączności radiowej.
Podobną, lecz różniąca się w szczegółach modernizację przeszły trzy jednostki duńskie. Zastąpiono m.in. system dowodzenia MSI-70U przez zintegrowany system kierowania ogniem firmy Therma. Okręty otrzymały stację rozpoznania elektronicznego Sea Lion firmy Racal i radar nawigacyjny Therma. Dopiero na przełomie lat 1992/93 zakupiono nowe stacje hydrolokacyjne PSU-83 (zubożoną wersję CSU-83, opierająca się przede wszystkim na hydrofonach pasywnych).
|                 | Wyporność  | Wyporność | Wymiary     | Wymiary    | Wymiary      | Źródło napędu                                       | Prędkość   | Prędkość     | Zasięg       | Zasięg      | Wyrzutnie torpedowe | Załoga |
| Powierzchnia    | Zanurzenie | Długość   | Szerokość   | Zanurzenie | Powierzchnia | Źródło napędu                                       | Zanurzenie | Powierzchnia | Zanurzenie   |             | Wyrzutnie torpedowe | Załoga |
| --------------- | ---------- | --------- | ----------- | ---------- | ------------ | --------------------------------------------------- | ---------- | ------------ | ------------ | ----------- | ------------------- | ------ |
| Oryginalnie     | 370 ton    | 435 ton   | 45,40 metra | 4,60 metra | 4,30 metra   | 2 x diesel (1200 KM) 1 silnik elektryczny (1500 KM) | 12 węzłów  | 18 węzłów    | 3500 Mm/5 w. | 300 Mm/6 w. | 8 x 533 mm          | 18     |
| Po modernizacji | 459 ton    | 524 ton   | 47,40 metra | 4,60 metra | 4,30 metra   | 2 x diesel (1200 KM) 1 silnik elektryczny (1800 KM) | 12 węzłów  | 18 węzłów    | 5000 Mm/8 w. | 350 Mm/6 w. | 8 x 533 mm          | 21     |

## Służba
Norwegia
Do służby norweskiej seria 15 jednostek weszła w latach 1964-1967. Okręty otrzymały nazwy: „Ula”, „Utsira”, „Utstein”, „Utvær”, „Uthaug”, „Sklinna”, „Skolpen”, „Stadt”, „Stord”, „Svenner”, „Kaura”, „Kinn”, „Kya”, „Kobben”, „Kunna”. Stacjonowały w Bergen, ich głównym zadaniem była ochrona podejść do długiego wybrzeża Norwegii w ramach NATO. Ich umiarkowany zasięg i autonomiczność predestynował je do działań przybrzeżnych. W latach 70., wraz z uzbrojeniem w nowe torpedy, zadaniem okrętów stało się zwalczanie okrętów podwodnych.
W latach 80 XX w., w związku z zamówieniem nowych okrętów typu 210 (Ula), rozpoczęto wycofywanie Kobbenów. W 1982 wycofano pierwszy okręt „Kinn”, przeznaczając go na części zamienne (jego nazwę w 1987 otrzymał „Ula”, zwalniając nazwę dla nowego okrętu typu 210). W 1987 wycofano kolejny „Stadt”, po uszkodzeniu przez pożar (początkowo miał być sprzedany Danii). W 1986 zawarto umowę o sprzedaży trzech okrętów Danii („Utvaer”, „Uthaug” i „Kya”) po pracach modernizacyjnych.
W latach 1989–1992 zakończono modernizację sześciu jednostek norweskich, w celu zachowania ich wartości bojowej, połączoną z gruntownym remontem w stoczni w Bergen („Sklinna”, „Skolpen”, „Stord”, „Kobben”, „Kunna” i „Svenner”). Zwiększyła ona ich możliwości wykrywania i zwalczania celów, wzrósł też zasięg okrętów. Jednocześnie wycofano ze służby w latach 1991-1992 pozostałe cztery niezmodernizowane okręty („Utsira”, „Utstein”, „Kaura” i „Kinn” ex- „Ula”). Okręt „Sklinna” wycofano ze służby w 2001, a pozostałe 5 przekazano w latach 2002-2003 Polsce.
Dania
Duńskie okręty: „Tumleren” (ex- „Utvær”), „Sælen” (ex- „Uthaug”) i „Springeren” (ex- „Kya”) weszły do służby w Danii w latach 1989-1991, znane tam jako typ Tumleren. Kupiono też w 1992 okręt „Kaura” na części zamienne. „Sælen” 4 grudnia 1990 zatonął podczas holowania w Kattegatcie (bez ofiar), lecz został 17 grudnia 1990 podniesiony, po czym wyremontowany i wrócił do służby 10 sierpnia 1993. „Sælen” został w 2000 przystosowany do służby w ramach NATO na Morzu Śródziemnym. Duńskie okręty wycofano ze służby w 2004. „Sælen” został przekazany Królewskiemu Muzeum Marynarki.
Polska

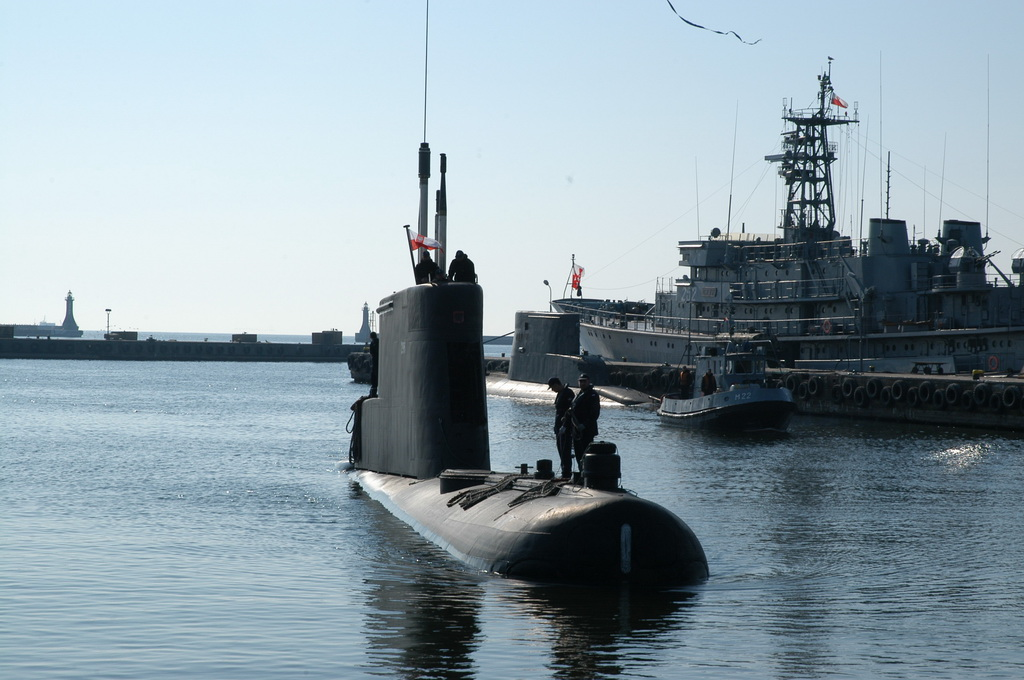
ORP „Bielik”, ex „Svenner” (źródło: MON)

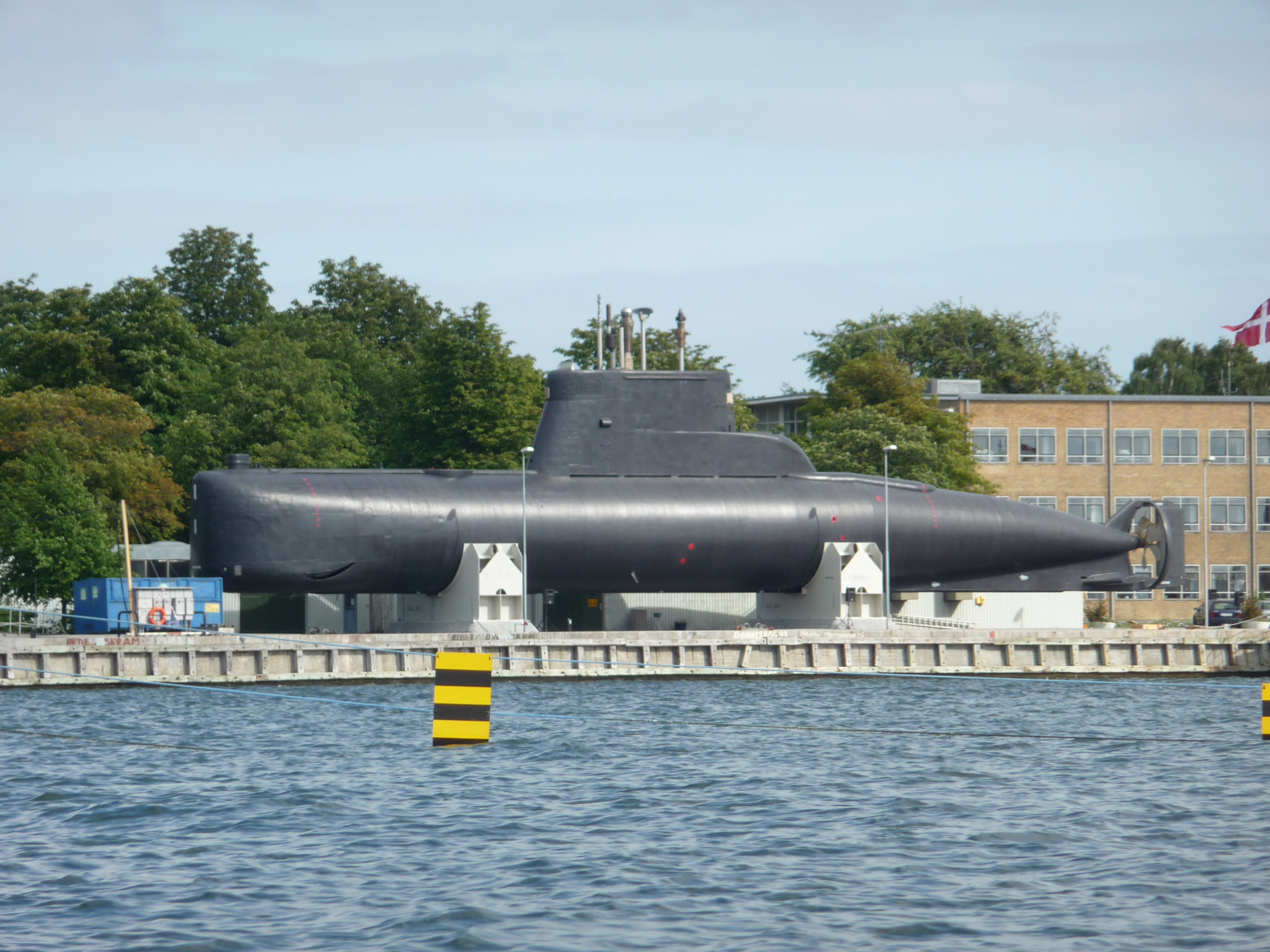
Duński „Sælen” – widoczny kształt kadłuba

W lutym 2002 Norwegia podpisała umowę o przekazaniu pięciu zmodernizowanych okrętów Marynarce Wojennej, z tego jeden „Kobben” z przeznaczeniem na części zamienne (przyholowany w czerwcu 2002). Jako pierwszy przekazano „Stord” – podniesiono na nim banderę wojenną 4 czerwca 2002 i wszedł do służby jako ORP „Sokół”, następnie weszły w 2002 ORP „Sęp” (ex- „Skolpen”) w 2003 ORP „Bielik” (ex- „Svenner”) i w 2004 ORP „Kondor” (ex- „Kunna”). Do ich podstawowych zadań w Marynarce Wojennej należało przede wszystkim zwalczanie okrętów nawodnych i podwodnych oraz transportów przeciwnika, prowadzenie rozpoznania oraz transport i desant grup rozpoznawczo-dywersyjnych. Prowadziły także osłonę przejścia bojowych zespołów okrętowych oraz szlaków komunikacyjnych. Polska z okrętami otrzymała torpedy Tp617(613) oraz Mk 37 Mod 2. Wszystkie jednostki tego typu zostały wycofane ze służby w polskiej marynarce w 2021.
W grudniu 2011 okręt S-318 o nazwie Jastrząb-Kobben (w MW służący dotąd jako magazyn części zamiennych) stanął przy AMW w Gdyni z przeznaczeniem na laboratoria wyposażone w symulatory.